# خانه وطن پرست و کیانی
خانه وطن‌پرست و کیانی مربوط به دوره قاجار است و در شیراز، محله لب آب، خیابان جدید بین الحرمین واقع شده و این اثر در تاریخ ۱۰ خرداد ۱۳۸۲ با شمارهٔ ثبت ۸۷۱۴ به‌عنوان یکی از آثار ملی ایران به ثبت رسیده است.